# Équipe du Maroc de futsal FIFA
Cet article traite de l'équipe masculine. Pour l'équipe féminine, voir Équipe du Maroc féminine de futsal.
Maillots
L'équipe du Maroc de futsal est constituée d'une sélection des meilleurs joueurs de futsal marocains sous l'égide de la Fédération royale marocaine de football (FRMF). Elle consiste en une sélection des meilleurs joueurs marocains. Les joueurs sont traditionnellement appelés Les Lions de l'Atlas.
La sélection voit le jour de manière officieuse au milieu des années 1990, après une vingtaine d'année de pratique dans les quartiers de Kénitra. La seule équipe à cette époque, pratiquant le futsal de manière structurée est l'Ajax Kenitra, qui participe alors aux compétitions internationaux en représentant le Maroc, et rassemblant les meilleurs joueurs du pays. Celle-ci connait une ascension vers l'internationalisation du futsal marocain, connaissant des résultats probants.
Cependant, après l'arrivée du sélectionneur Mohamed Benabdelouahab en 2000, les premiers matchs officiels du Maroc ont lieu et la sélection nationale connait une réelle structuration dans le futsal, prenant part aux premières compétitions sous une équipe nationale marocaine officielle, atteignant lors de cette même année, la finale de la CAN 2000 en Égypte, suivi de troisièmes places lors de la CAN 2004 et 2008.
En 2010, Hicham Dguig est le nouveau sélectionneur et donne une suite à la professionnalisation du futsal au Maroc, parvenant à remporter pour la première fois la CAN de 2016, puis en 2020. Sa troisième participation à la Coupe du monde en 2021 connaît une aventure allant jusqu'en quarts de finales. Sur cette lancée, les Lions de l'Atlas remportent en 2022 leur première Coupe des confédérations. Plus tard, le Maroc remporte la troisième CAN consécutive à domicile en 2024, atteignant lors de cette même année, de nouveau les quarts de finale de la Coupe du monde 2024, éliminés par le Brésil, qui seront couronnés champions du monde.
La couronne royale alaouite est le symbole de l'équipe et ses couleurs sont celles du drapeau national, à savoir le rouge et le vert.

## Histoire

### Naissance à Kénitra (1970-1994)
Le futsal au Maroc trouve ses racines au début des années 1970 dans les quartiers de la Ville Haute de Kénitra, considérée comme le berceau de ce sport au Maroc. C’est dans cette partie de la ville que les premiers tournois de futsal voient le jour, stimulés par les activités internationales du port de Kénitra, qui accueille de nombreux navires étrangers, y compris des bateaux russes. À cette époque, le terme "futsal" n’est pas encore utilisé au Maroc, car il n’y a aucune salle couverte destinée au football. Les matchs se déroulent principalement sur des espaces ouverts, et le terme "mini-foot" est plus couramment employé jusqu’en 1990[réf. nécessaire].
Ces rencontres sont marquées par des tournois improvisés entre des jeunes Russes, arrivés avec les navires, et les jeunes habitants des environs du port de Kénitra. Parmi eux se trouve un certain Mohammed El Jamaï, encore inconnu dans le monde du sport à cette époque, mais qui joue un rôle déterminant dans l'organisation de ces premiers tournois amicaux. Il travaille au port et voit dans le mini-foot une opportunité pour occuper les jeunes de la ville avec une activité sportive[réf. nécessaire]. La culture de futsal se propage très vite dans les villes de Tanger, Tétouan et Khouribga.
C'est dans ce contexte que l'Ajax Kenitra (en) devient l'équipe principale qui se professionnalise vers 1985 afin de prendre part à des compétitions internationales pour représenter le Maroc, notamment lors des championnats du monde de futsal AMF. Elle tire son nom de l'Ajax Amsterdam, qui à cette époque est une référence dans le monde du football à onze.

### Les débuts officieux sous l'Ajax Kenitra (1994-1999)
La première participation du Maroc a lieu en 1994 en Argentine, grâce à Mohamed Benabdelouahab, un joueur de futsal à Grenoble. Lors d'une opportunité pour la première participation du Maroc à une compétition majeure, et après une rencontre avec un membre de la Fédération internationale de futsal (FIFUSA), il n'hésite pas à se rendre à Rabat pour rencontrer Mohamed El Jamai, qui s'approprie le projet et le dossier de participation du Maroc, mettant ainsi Mohamed Benabdelouahab de côté. Durant cette même période, Mohamed El Jamaï, président et fondateur de l'Ajax Kenitra, est élu vice-président de la FIFUSA, épaulant ainsi Valeriy Akhumian, qui est également président de l'Union Européenne de Futsal. Cette participation du Maroc est mal perçue par les adeptes du futsal à l'international, car la Fédération royale marocaine de football a choisi de se rapprocher de la FIFA plutôt que du FIFUSA, rajoutant également le fait que le clan Benabdelouahab n'hésite pas à porter plainte contre Mohamed El Jamai pour s'être approprié le projet de participation du Maroc à une compétition officielle internationale.
En janvier 1995, le congrès de l'Union Européenne de Futsal vote pour l'intégration du Maroc, comme seule équipe africaine à l'UEFS. Par la même occasion, la quatrième édition de la Coupe d'Europe des Nations est alors attribué au Maroc. En février 1995, le Maroc organise sa première compétition internationale amicale et la quatrième édition du championnat d'Europe masculin de la FEF sur son territoire à Casablanca, où de nombreuses sélections nationales prennent part dont la Biélorussie, la Moldavie, la Slovaquie, la Russie, la République tchèque, le Portugal, l'Espagne, la France et Israël. Le 11 février 1995, la sélection nationale du Maroc dispute officieusement, sous l'Ajax Kenitra, son premier match contre la Biélorussie (défaite 4-1). L'Ajax Kenitra étonne le continent européen en se hissant en finale de la compétition face à la Slovaquie, qui remporte ainsi la quatrième édition. Cependant, une sélection marocaine officielle et une réelle structure manque toujours à l'appel.
Bien que l'équipe soit en cours de construction, elle ne participe pas à la Coupe du monde de futsal de 1996 en Espagne, ni à la Coupe d'Afrique des nations de futsal de la même année en Égypte. En 1997, Mohammed El Jamaï est réélu vice-président de la Fédération internationale de futsal. En revanche, en 1998, l'équipe marocaine officieuse, composée uniquement de joueurs évoluant à l'Ajax Kenitra, et à sa tête Hassan Rhouila, participe à sa première compétition officielle (FIFA) lors du championnat arabe des nations de futsal et atteint la finale face au pays hôte, l'Egypte (défaite 8-4).

### Débuts officiels: arrivée d'Adelouahab et structuration (2000-2005)
Au début de 2000, Mohamed Benabdelouahab accepte le poste de sélectionneur de l'équipe du Maroc à la demande de la Fédération royale marocaine de football (FRMF) et de son président Hosni Benslimane. Rapidement, il devient également co-organisateur au sein de l'Union arabe pour la Coupe arabe des nations. La même année, il reçoit la reconnaissance et les remerciements de la Fédération internationale de football association (FIFA) pour la professionnalisation de la première équipe nationale officielle du Maroc sous sa direction. Avant même sa désignation, Benabdelouahab prépare déjà une équipe compétitive grâce à sa participation au tournoi de futsal à Genk, en Belgique, où il établit des connexions solides avec la fédération pour éviter les erreurs survenues en 1994. Il reçoit carte blanche pour structurer un staff médical, un staff physique, une délégation, ainsi qu'un chargé de matériel et des équipementiers.
En avril 2000, la Coupe d'Afrique des nations (CAN) se déroule en Égypte, et le Maroc participe pour la première fois à cette compétition sur le plan officiel. Quelques mois avant le tournoi, Benabdelouahab organise un stage d'un mois au Maroc, suivi d'un stage en France, à Grenoble, Lyon et Paris, où les joueurs se préparent avant de s'envoler pour le Caire. Parmi les joueurs présents figurent des noms connus du futsal marocain, tels qu'Abdelilah Benaim (capitaine), Ismael Talbi (évoluant en Belgique), Abderrahmane Ahannach (des Pays-Bas), Mustapha Haddouchi, Yahya Baya et Mohamed Douaz. Le Maroc, avec un effectif solide, atteint la finale contre l'Égypte, pays hôte. Cette rencontre est marquée par des altercations entre les joueurs, en raison de problèmes techniques de chronométrage et d'un arbitrage jugé partial par les Marocains. À la suite de cet incident, des sanctions disciplinaires sont imposées à Abdelilah Benaim, et une amende de 1 000 euros est infligée à Benabdelouahab.
En 2001, l'effectif du Maroc se renforce, notamment avec l'arrivée de Mourad Boukhari, l'un des joueurs les plus populaires du championnat néerlandais. Benabdelouahab réussit à intégrer ses deux meilleures stars, Mourad Boukhari et Abdelilah Benaim, dans ses compositions lors de stages et matchs amicaux. En manque de moyens, l'équipe est démotivée et connaît l'arrivée temporaire de Hassan Rhouila à sa tête, en 2004. Après un retour de Mohamed Benabdelouaheb, cela aboutit au Tournoi UNAF de 2005, où il les fait jouer ensemble pour leur première compétition internationale. Le Maroc parvient à atteindre la finale de ce tournoi en septembre 2005, mais s'incline 4-3 contre la Libye.
Cependant, à la fin de 2005, Benabdelouahab est contraint d'abandonner le projet en raison de contraintes financières et logistiques. Le futsal au Maroc entre alors dans une période de stagnation, avant que des changements ne surviennent pour relancer la discipline.

### Manque de moyens: période sombre (2006-2014)
Dans un contexte d'urgence absolue, au début de 2007, la Fédération royale marocaine de football fait de nouveau appel à Mohamed Benabdelouahab pour assurer la participation du Maroc à la Coupe arabe des nations, reconduisant les mêmes joueurs et le même staff mis en place auparavant. En janvier 2007, pour sa troisième participation à la Coupe arabe des nations (finaliste en 1998 et 2005), le Maroc atteint la demi-finale et dispute un match pour la troisième place contre le Liban (défaite, 8-3). Toutefois, Mourad Boukhari reçoit la distinction du meilleur joueur de cette édition.
En 2008, Mohamed Benabdelouahab démissionne à nouveau pour cause de manque de moyens. Hassan Rhouila reprend alors à nouveau les rênes de l'équipe du Maroc. Plus tard, le Maroc ne se qualifie pas à la Coupe du monde de futsal de 2008 au Brésil, mais participe à sa troisième Coupe d'Afrique des nations de futsal qui a lieu en Libye dans la même année. Le 21 mars 2008, le Maroc débute avec une large victoire de 5-0 face à la Tunisie à Tripoli. Deux jours plus tard, ce sont les Libyens qui mettent une correction aux Marocains sur le score de 4-1. Le troisième match des poules des Marocains a lieu face au Cameroun (victoire, 8-1). Le Maroc dispute ainsi sa demi-finale face à l'Egypte (défaite, 4-1). Le 30 mars 2008, le Maroc dispute son match de la troisième place face au Mozambique avec à la clé une qualification pour la prochaine Coupe du monde de futsal. Les Marocains remportent le match sur le score de 3-1 et entrent au pays une qualification au Mondial et une médaille de bronze africaine.
En 2009, le Maroc ne prend pas part aux éditions 2009 du Tournoi UNAF, ni à la Coupe arabe des nations. Cependant, un an plus tard, en 2010, les Marocains voyagent en Libye pour ce même tournoi. Le Maroc obtient la 2e place de la compétition grâce à des victoires face à l'Algérie (7-0),, la Palestine (7-1) et la Tunisie (4-0). En finale, le 26 septembre 2010 face à la Libye, les Marocains chutent et perdent sur un score final de 4-3. Grâce à cela, les Marocains font exactement comme en 2005, en atteignant la finale de la compétition.
Deux mois plus tard, l’équipe du Maroc prend part à la Coupe méditerranéenne de futsal qui a également lieu en Libye. Elle atteint la 5e place de la compétition après avoir terminé à la deuxième place du groupe A composé de la Libye, de la Grèce et de la Syrie. En fin de compétition, le sélectionneur Hicham Dguig est élu meilleur entraîneur de la compétition. L'international marocain et capitaine Yahya Baya reçoit également sa distinction individuelle en faisant partie de l'équipe type du tournoi remporté par la Croatie grâce à sa victoire en finale face au pays hôte le 10 novembre 2010.
Le 25 juin 2012, l'équipe du Maroc écrit son histoire en se qualifiant pour la première fois à une Coupe du monde de futsal FIFA, grâce à une double confrontation face au Mozambique (aller : victoire, 6-2 à Maputo ; retour : défaite, 4-1 à la salle Ibn Yassine de Rabat). L'international marocain Adil Habil joue un grand rôle dans cette double confrontation en inscrivant deux buts. L'Egypte et la Libye sont les deux autres pays qualifiés pour la Coupe du monde 2012 en Thaïlande. En septembre, les deux internationaux marocains Amine El Yaghzi et Ismail Khayati, joueurs du Sebou Kénitra, perdent la vie dans un accident de la route. L'événement bouleverse le monde du futsal ainsi que le Maroc. Les préparations sont alors mis en pause par le sélectionneur Hicham Dguig. Le Maroc dispute malgré tout deux matchs amicaux face à la France et l'Egypte, qui se soldent tous deux sur des défaites. Le 22 octobre 2012, en manque de confiance, la sélection marocaine prend son envol vers la Thaïlande pour prendre part à un groupe composé du Maroc, du Panama, de l'Iran et l'Espagne.
Les Marocains sont battus d'entrée en Thaïlande avec un record historique de buts encaissés face au Panama (défaite, 8-3). Défaits également face à l'Iran (2-1) et l'Espagne (5-1), les Marocains sont éliminés en phase de groupe. La Coupe du monde de futsal est quant à elle remportée par le Brésil après une finale face à l'Espagne. Peu après la désillusion, alors que Yahya Jabrane prend sa retraite pour se tourner vers le grand football, le sélectionneur Hicham Dguig promet de meilleurs lendemains.

### Arrivée de Fouzi Lekjaa en 2014 et puissance mondiale en devenir: sur le toit de l'Afrique (2015-2020)
En avril 2014, Fouzi Lekjaa succède à Ali Fassi-Fihri à la tête de la Fédération royale marocaine de football et met des moyens financiers dans l'équipe nationale du Maroc de futsal. Depuis la Coupe du monde de futsal de 2012, les Marocains ne participent plus à des compétitions internationales. À partir de 2015, ils commencent à disputer des matchs de qualification pour la Coupe d'Afrique des nations de futsal 2016. Les trois premiers de la CAN 2016, qui a lieu en avril 2016, sont automatiquement qualifiés pour la Coupe du monde 2016. Les Marocains parviennent à se qualifier pour la CAN 2016 sans trop de difficultés. Lors de cette édition africaine, Hicham Dguig adopte une nouvelle approche en construisant son équipe autour des trois éléments expérimentés Soufiane El Mesrar, Saad Knia et Bilal Bakkali. Le Maroc réalise ses meilleures performances lors de la Coupe d'Afrique en Afrique du Sud et finit par remporter la compétition grâce à une victoire de 3-2 face à l'Egypte le 24 avril 2016 à Johannesbourg,. Les Marocains sont alors directement qualifiés pour la Coupe du monde 2016 en Colombie, suivis de l'Egypte et du Mozambique, qui termine troisième d'Afrique,.
Plus tard dans l'année, les tirages au sort désignent un groupe pour le Maroc, composé de l'Azerbaïdjan, de l'Iran et de l'Espagne. Le 12 septembre 2016, le Maroc dispute son premier match de la Coupe du monde 2016 face à l'Azerbaïdjan à Medellín (défaite, 0-5),. Les deux autres matchs face à l'Iran (défaite, 5-3) et l'Espagne (défaite, 4-3) sont également perdus par les Marocains, ce qui constitue une nouvelle désillusion en Coupe du monde. Cependant, cette édition de Coupe du monde 2016 est remportée par l'Argentine.

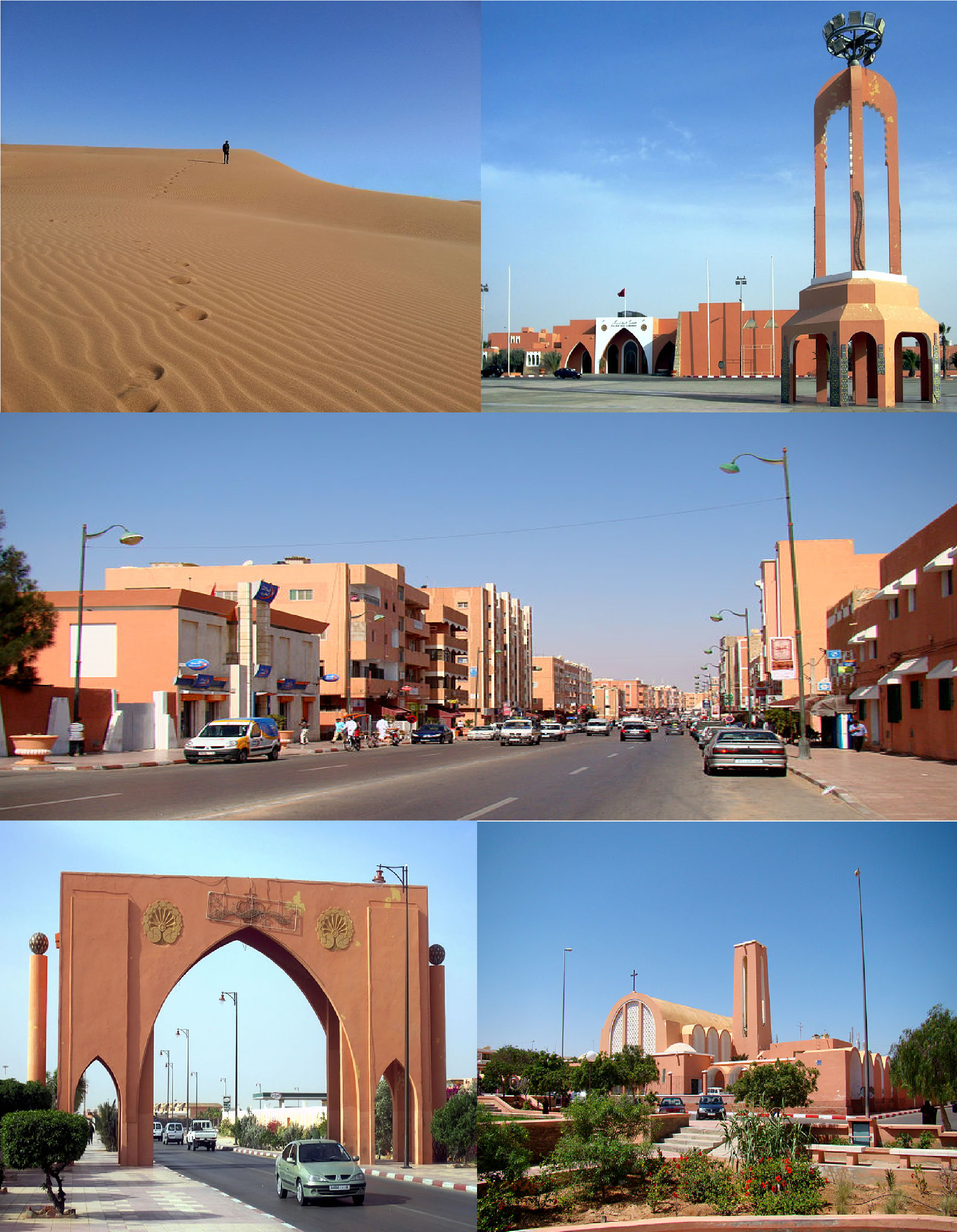
La CAN 2020 a lieu à Laâyoune au sud du Maroc.

Entre 2016 et 2019, le Maroc dispute un grand nombre de matchs amicaux, avant de se qualifier automatiquement pour la Coupe d'Afrique des nations 2020 à domicile au Maroc. En tant que pays hôte, le Maroc se retrouve dans le groupe A accompagné de la Libye, de la Guinée-Equatoriale et de l'Île Maurice. Le Maroc termine premier de son groupe avec 9 points sur 9 et tous les matchs sont disputés à la salle Hizam de Laâyoune. Le 5 février 2020, le Maroc dispute sa demi-finale face à l'Angola (victoire, 4-0) avant de remporter son deuxième titre consécutif en battant l'Egypte en finale (victoire, 5-0). Le gardien marocain Reda Khiyari termine la compétition en étant élu meilleur gardien de la compétition. Cette fois-ci, le Maroc se qualifie de nouveau en Coupe du monde, suivi de l'Egypte et de l'Angola qui termine troisième.

### Sur le devant de la scène mondiale

#### Quart de finalistes de la Coupe du monde 2021
Alors que le Maroc se prépare à disputer la Coupe du monde de futsal de 2021, la Coupe arabe des nations a lieu en mai 2021, ce qui facilite la préparation aux Lions de l'Atlas. Le 21 mai 2021, le Maroc dispute son premier match officiel de l'année face aux Emirats arabes unis à l'occasion de la première journée de la Coupe arabe des nations (victoire, 5-1). Le Maroc réalise un sans-faute lors de son parcours et parvient à remporter son premier titre de champion arabe. Lors de cette compétition, le Maroc inscrit 26 buts et en encaisse que deux. Achraf Saoud termine meilleur buteur de la compétition avec sept buts tandis que Anás El Ayyane et Reda Khiyari reçoivent respectivement la distinction personnelle du meilleur joueur et du meilleur gardien de la compétition.
En septembre 2021, les internationaux marocains prennent leur envol vers la Lituanie pour prendre part à la Coupe du monde 2021. Les joueurs se trouvent alors dans un groupe composé des l'Îles Salomon, de la Thaïlande et du Portugal. Le 13 septembre 2021, ils disputent leur premier match à Kaunas face aux Îles Salomon et remportent le match sur une grande victoire de 6-0. Le 16 et 19 septembre, le Maroc fait match nul face à la Thaïlande (1-1) et le Portugal (3-3). Qualifié en huitièmes de finale, ils affrontent le Venezuela au cours d'un match serré. Le capitaine Soufiane El Mesrar réalise un exploit en inscrivant un triplé, permettant au Maroc de se hisser en quarts de finale face au Brésil (victoire, 3-2). Face au Brésil, les Marocains parviennent à tenir tête jusqu'à la 11e minute où Rodrigo Hardy Araújo (en) ouvre le score. Score inchangé, les Marocains sont éliminés de la compétition sur le court score d'un but à zéro.

#### Champions de la Coupe arabe des nations et de la Coupe des confédérations 2022
Après un peu moins d'un an de matchs amicaux, les Marocains retrouvent les compétitions en participant en juin 2022 à l'édition 2022 de la Coupe arabe des nations qui a lieu en Arabie saoudite. Lors de cette période, le Maroc connait une flambée de joueurs néerlandais d'origine marocaine qui optent pour poursuivre leur carrière internationale avec le Maroc. C'est le cas de Soufian Charraoui, Iliass Bouzit, Youssef Ben Sellam et Ismaïl Ouaddouh. Le Maroc se trouve alors dans un groupe composé du Koweït, de Somalie et de Mauritanie. Moins en place lors du premier match malgré une victoire de 6-4, la sélection marocaine affole les compteurs à Dammam dans les deux autres matchs en faisant 16-0 face à la Somalie (record historique) et 13-0 face à la Mauritanie. En quart de finale, le Maroc bat la Libye sur le score de 3-0, en demi-finale, les marocains battent les égyptiens sur le score de 5-2, en finale, les Marocains battent les Irakiens sur le score de 3-0, remportant ainsi le deuxième titre consécutif du champion arabe. Cependant, Soufiane El Mesrar reçoit la distinction personnelle du meilleur joueur de la compétition.
Le 16 septembre 2022, le Maroc remporte un titre supplémentaire qu'est la Coupe des confédérations de futsal après une finale victorieuse de 4-3 face à l'Iran en Thaïlande. Quelques jours après la compétition, le nouveau classement mondial de futsal est publié, hissant le Maroc à la 8e place mondiale. Quelques mois plus tard, en avril 2023, le Maroc remporte le Tournoi international de Rabat grâce à une victoire face au Japon (3-2) et des matchs nul contre la Croatie (3-3) et la France (4-4).

#### Champions de la Coupe arabe des nations 2023 et de Tournois internationaux
En juin 2023, la Coupe arabe des nations de futsal a lieu en Arabie saoudite. Les Marocains remportent facilement la compétition après des victoires contre les Comores (5-0), le Liban (6-0), le Koweït (4-2), l'Arabie saoudite (5-2), la Libye (5-1) et une deuxième fois le Koweït en finale (victoire, 7-1). Le Maroc remporte ainsi la compétition pour la troisième fois consécutive,. L'international Anás El Ayyane remporte ainsi la distinction personnelle du meilleur joueur de la compétition.
En octobre 2023, le Maroc prend part à un Tournoi international à Labin en Croatie. Vainqueurs contre la Norvège (5-0) et la Lettonie (4-1), les Marocains battent également la Turquie à deux reprises : le 7 (victoire, 5-1) et 8 octobre 2023 (victoire, 9-0). À la suite de ce tournoi, Saad Knia annonce officiellement sa retraite internationale via un communiqué sur Instagram.
En décembre 2023, alors que le Maroc dispute une double confrontation contre l'Ouzbékistan à Tachkent, la Confédération africaine de football (CAF) annonce la qualification automatique du Maroc (finaliste de la dernière CAN), de l'Egypte (finaliste de la dernière CAN) et de l'Angola (troisième de la dernière CAN) à la Coupe d'Afrique des nations de futsal en 2024, qui voit le Mozambique se retirer de la place du pays hôte. Les Marocains s'imposent face aux Ouzbeks lors des deux rencontres (6-2 puis 2-0).

#### Champions pour la troisième fois consécutive de la Coupe d'Afrique des nations et Coupe du monde 2024
Plus tard, le 10 janvier 2024, le Maroc est désigné par la CAF pour être le pays hôte de la Coupe d'Afrique des nations de futsal en avril 2024.
Assuré d'être qualifié pour la CAN, la sélection dispute une série de matchs amicaux internationaux durant le mois de février. Deux contre l'Italie et un match contre la Serbie au Complexe Mohammed VI. Le Maroc s'impose lors des deux rencontres face aux Italiens (4-0 le 1er février 2024 et 3-2 le 3 février 2024), et fait match nul contre les Serbes le 6 février 2024,. En avril, la CAN débute au Maroc, et le Maroc répète le même succès que lors de l'édition précédente, inscrivant cette fois ci 37 buts et atteignant la finale contre l'Angola (victoire, 5-1),. Pendant que Soufian Charraoui reçoit le prix individuel du meilleur buteur de la compétition (7), Bilal Bakkali reçoit celui du meilleur joueur, et Abdelkrim Anbia du meilleur gardien. Cette finale remportée propulse le Maroc à la Coupe du monde de futsal en Ouzbékistan, et à la sixième place dans la première publication du classement FIFA pour le futsal.
Alors que la liste des joueurs sélectionnés par Hicham Dguig est dévoilée, Youssef Jouad et Bilal Bakkali sont absents en raison de blessures,. Les deux premiers matchs de l'équipe se soldent par  des victoires contre le Tadjikistan et le Panama, assurant ainsi leur qualification pour les huitièmes de finale. Le troisième match, contre le Portugal (champion en titre), l'équipe subit une défaite de 1-4. C'est également durant ce match que Ismail Amazal se blesse. Victorieux en huitièmes de finale contre l'Iran (victoire, 2-3), les Marocains sont éliminés en quarts de finale contre le Brésil, équipe qui finit championne de cette édition de Coupe du monde,.

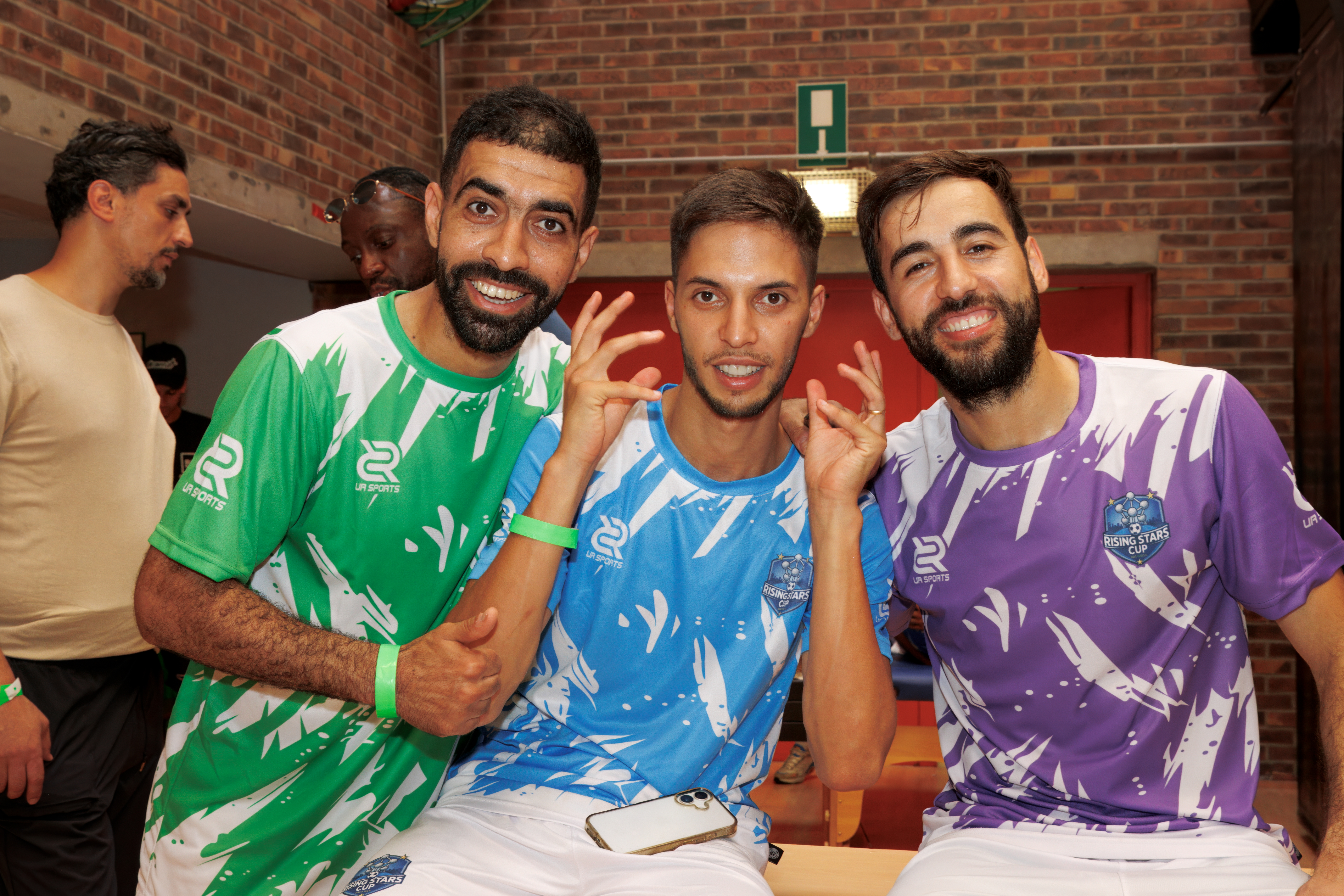
Soufiane El Mesrar, Khalid Bouzid et Bilal Bakkali lors d'un tournoi de futsal à Bruxelles en 2025.

À la suite de la déception de la Coupe du monde 2024 en Ouzbékistan, Hicham Dguig rajeunit l'effectif en faisant appel aux nouveaux éléments, venant de la catégorie U23 et B : Mustapha Rabou, Issam Ahssen, Ihab Charrady ou encore Mouad Sena, les faisant jouer une double confrontation amicale contre la Lettonie en décembre 2024.

## Compétitions confondues

### Coupe du monde
| Année | Position             | J                    | G                    | N                    | P                    | BP                   | BC                   | D                    | Qualifications       |
| ----- | -------------------- | -------------------- | -------------------- | -------------------- | -------------------- | -------------------- | -------------------- | -------------------- | -------------------- |
| 1989  | Équipe non-existante | Équipe non-existante | Équipe non-existante | Équipe non-existante | Équipe non-existante | Équipe non-existante | Équipe non-existante | Équipe non-existante | Équipe non-existante |
| 1992  | Équipe non-existante | Équipe non-existante | Équipe non-existante | Équipe non-existante | Équipe non-existante | Équipe non-existante | Équipe non-existante | Équipe non-existante | Équipe non-existante |
| 1996  | Non qualifié         | Non qualifié         | Non qualifié         | Non qualifié         | Non qualifié         | Non qualifié         | Non qualifié         | Non qualifié         | Non qualifié         |
| 2000  | Non qualifié         | Non qualifié         | Non qualifié         | Non qualifié         | Non qualifié         | Non qualifié         | Non qualifié         | Non qualifié         | Non qualifié         |
| 2004  | Non qualifié         | Non qualifié         | Non qualifié         | Non qualifié         | Non qualifié         | Non qualifié         | Non qualifié         | Non qualifié         | Non qualifié         |
| 2008  | Non qualifié         | Non qualifié         | Non qualifié         | Non qualifié         | Non qualifié         | Non qualifié         | Non qualifié         | Non qualifié         | Non qualifié         |
| 2012  | 1er tour             | 3                    | 0                    | 0                    | 3                    | 5                    | 15                   | -10                  | tour principal (en)  |
| 2016  | 1er tour             | 3                    | 0                    | 0                    | 3                    | 6                    | 14                   | -8                   | tour principal (en)  |
| 2021  | Quart de finale      | 5                    | 2                    | 2                    | 1                    | 13                   | 7                    | 6                    | tour principal (en)  |
| 2024  | Quart de finale      | 5                    | 3                    | 0                    | 2                    | 16                   | 15                   | 1                    | tour principal (en)  |

Depuis 1995, le Maroc manque quatre éditions de la Coupe du monde avant de connaître sa première participation en 2012 en Thaïlande. Le Maroc, sans expérience, est éliminé au premier tour après trois défaites, notamment face au Panama (8-3), l'Iran (2-1) et l'Espagne (5-1). Quatre ans plus tard, le Maroc retrouve la plus grande compétition de futsal au monde et participe à la Coupe du monde 2016 en Colombie. Lors de cette deuxième participation, le Maroc fait de nouveau face à l'Iran et l'Espagne, suivi de l'Azerbaïdjan. Sans surprise, le Maroc est de nouveau éliminé au premier tour.
Nouveau double tenant du titre continental, le Maroc participe à la Coupe du monde 2020 en Lituanie qui est reporté à 2021 à cause de la pandémie du Covid-19. Dotée cette fois-ci d'un effectif bien huilée, habitué aux victoires et expérimenté, les Marocains remportent la victoire à l'occasion du premier match face aux Îles Salomon sur une large victoire de 6-0, les Marocains enchaînent avec un match nul (1-1) face à la Thaïlande et un autre match nul face au Portugal (3-3) qui les propulse en huitièmes de finale face au Venezuela, qu'ils battent sur le score de 3-2. Le 26 septembre 2021, les Brésiliens mettent un terme au parcours des Marocains sur un court score de 1-0. Les Brésiliens quant à eux, atteignent la troisième place de la compétition pour laisser place aux finalistes Portugais et Argentins.
| Date                       | Tour      | Adversaire | Score |
| -------------------------- | --------- | ---------- | ----- |
| 2 novembre 2012            | Journée 1 | Panama     | 8-3   |
| 5 novembre 2012            | Journée 2 | Iran       | 2-1   |
| 8 novembre 2012            | Journée 3 | Espagne    | 5-1   |
| - Victoire - Nul - Défaite |           |            |       |

| Date                       | Tour      | Adversaire  | Score |
| -------------------------- | --------- | ----------- | ----- |
| 12 septembre 2016          | Journée 1 | Azerbaïdjan | 5-0   |
| 15 septembre 2016          | Journée 2 | Iran        | 5-3   |
| 18 septembre 2016          | Journée 3 | Espagne     | 4-3   |
| - Victoire - Nul - Défaite |           |             |       |

| Date                       | Tour            | Adversaire   | Score |
| -------------------------- | --------------- | ------------ | ----- |
| 13 septembre 2021          | Journée 1       | Îles Salomon | 6-0   |
| 16 septembre 2021          | Journée 2       | Thaïlande    | 1-1   |
| 19 septembre 2021          | Journée 3       | Portugal     | 3-3   |
| 22 septembre 2021          | 8e de finale    | Venezuela    | 3-2   |
| 26 septembre 2021          | Quart de finale | Brésil       | 1-0   |
| - Victoire - Nul - Défaite |                 |              |       |

| Date                       | Tour         | Adversaire  | Score |
| -------------------------- | ------------ | ----------- | ----- |
| 16 septembre 2024          | Journée 1    | Tadjikistan | 4-2   |
| 19 septembre 2024          | Journée 2    | Panama      | 6-3   |
| 22 septembre 2024          | Journée 3    | Portugal    | 4-1   |
| 26 septembre 2024          | 8e de finale | Iran        | 4-3   |
| 29 septembre 2024          | 4e de finale | Brésil      | 3-1   |
| - Victoire - Nul - Défaite |              |             |       |

### Coupe d'Afrique des nations
| Année     | Position     | J            | G            | N            | P            | BP           | BC           | D            | Qualifications      |
| --------- | ------------ | ------------ | ------------ | ------------ | ------------ | ------------ | ------------ | ------------ | ------------------- |
| 1996 (en) | Non qualifié | Non qualifié | Non qualifié | Non qualifié | Non qualifié | Non qualifié | Non qualifié | Non qualifié | Non qualifié        |
| 2000 (en) | Finaliste    | 3            | 1            | 1            | 1            | 24           | 12           | 12           |                     |
| 2004 (en) | 3e           | 4            | 2            | 0            | 2            | 9            | 11           | -2           |                     |
| 2008      | 3e           | 6            | 4            | 0            | 2            | 20           | 11           | 9            |                     |
| 2011 (en) | Annulé       | Annulé       | Annulé       | Annulé       | Annulé       | Annulé       | Annulé       | Annulé       | Annulé              |
| 2016 (en) | Champion     | 5            | 4            | 0            | 1            | 17           | 10           | 7            | tour principal (en) |
| 2020 (en) | Champion     | 5            | 5            | 0            | 0            | 23           | 1            | 22           | tour principal (en) |
| 2024      | Champion     | 5            | 5            | 0            | 0            | 37           | 6            | 31           | tour principal (en) |
| 2025      | À venir      | À venir      | À venir      | À venir      | À venir      | À venir      | À venir      | À venir      |                     |

Quelque temps après la fondation de l'équipe du Maroc de futsal en 1995, la Coupe d'Afrique des nations de futsal a lieu quelques mois plus tard, en 1996 en Égypte. Cette première édition inédite en Afrique est remportée par le pays hôte. En 2000, le Maroc participe à sa première Coupe d'Afrique des nations dans le futsal et atteint la 2e place de la compétition sur des différences de points. Seuls quatre équipes participent à cette compétition. L'édition 2004 est la première où les phases éliminatoires sont mises en place. Le Maroc y atteint la demi-finale après une défaite face à l'Egypte sur un score cumulé de 11-3. Quatre ans plus tard, l'édition 2008 qui a lieu en Libye permet au Maroc d'écrire une nouvelle aventure en atteignant à nouveau la demi-finale pour la deuxième fois d'affilée et dispute le match de la troisième place face au Mozambique (victoire, 3-1). L'édition 2011 au Burkina Faso a été annulé par le pays hôte en raison d'un manque d'organisation.
L'Afrique du Sud accueille en 2016 la nouvelle édition de la Coupe d'Afrique des nations et le Maroc parvient désormais à passer le cap de la finale. Le 24 avril 2016, Maroc bat l'Egypte sur le score de 3-2 à Johannesbourg et remporte le premier sacre de son histoire. Quatre ans plus tard, le Maroc accueille pour la première fois la Coupe d'Afrique des nations de futsal et atteint une deuxième fois d'affilée la finale de la compétition en faisant de nouveau face à l'Egypte le 7 février 2020, remportant ainsi son deuxième trophée d'affilée (victoire, 5-0).

### Tournoi de l'UNAF
| Année | Position    | J           | G           | N           | P           | BP          | BC          | D           |
| ----- | ----------- | ----------- | ----------- | ----------- | ----------- | ----------- | ----------- | ----------- |
| 2005  | Finaliste   | 4           | 2           | 0           | 2           | 23          | 8           | 15          |
| 2009  | Non inscrit | Non inscrit | Non inscrit | Non inscrit | Non inscrit | Non inscrit | Non inscrit | Non inscrit |
| 2010  | Finaliste   | 4           | 3           | 0           | 1           | 21          | 5           | 16          |

En 2005, le Maroc participe à sa première édition du tournoi UNAF dans laquelle participent uniquement les pays nord-africains. La première participation du Maroc connaît une belle aventure grâce à un parcours allant jusqu'en finale face à la Libye, pays hôte (défaite, 4-3). Cependant, la deuxième édition qui a lieu en 2009 ne connaît pas la participation du Maroc, dans laquelle la Libye et la Tunisie s'affrontent en finale. Le Maroc refait surface un an plus tard et atteint une deuxième fois dans son histoire la finale du tournoi UNAF, une nouvelle fois face à la Libye (défaite, 4-3).
| Date                       | Tour      | Adversaire | Score |
| -------------------------- | --------- | ---------- | ----- |
| 21 septembre 2005          | Journée 1 | Libye      | 2-1   |
| 22 septembre 2005          | Journée 2 | Tunisie    | 9-1   |
| 24 septembre 2005          | Journée 3 | Tunisie    | 10-1  |
| 26 septembre 2005          | Journée 4 | Libye      | 4-3   |
| - Victoire - Nul - Défaite |           |            |       |

| Date                       | Tour      | Adversaire | Score |
| -------------------------- | --------- | ---------- | ----- |
| 23 septembre 2010          | Journée 1 | Algérie    | 7-0   |
| 24 septembre 2010          | Journée 2 | Palestine  | 7-1   |
| 26 septembre 2010          | Journée 3 | Tunisie    | 4-0   |
| 27 septembre 2010          | Journée 4 | Libye      | 4-3   |
| - Victoire - Nul - Défaite |           |            |       |

### Coupe arabe des nations
| Année | Position       | J           | G           | N           | P           | BP          | BC          | D           |
| ----- | -------------- | ----------- | ----------- | ----------- | ----------- | ----------- | ----------- | ----------- |
| 1998  | Finaliste      | 5           | 3           | 1           | 1           | 30          | 18          | 12          |
| 2005  | Finaliste      | 5           | 4           | 0           | 1           | 30          | 15          | 15          |
| 2007  | Demi-finaliste | 5           | 3           | 0           | 2           | 15          | 15          | 0           |
| 2008  | Non inscrit    | Non inscrit | Non inscrit | Non inscrit | Non inscrit | Non inscrit | Non inscrit | Non inscrit |
| 2021  | Champion       | 5           | 5           | 0           | 0           | 26          | 2           | 24          |
| 2022  | Champion       | 6           | 6           | 0           | 0           | 46          | 6           | 40          |
| 2023  | Champion       | 6           | 6           | 0           | 0           | 32          | 6           | 26          |
| 2025  | À venir        | À venir     | À venir     | À venir     | À venir     | À venir     | À venir     | À venir     |

Le Maroc participe à sa première édition de Coupe arabe des nations de futsal en 1998 en Égypte. Elle atteint la finale face au pays hôte (défaite, 8-4). Demi-finaliste en 2005 et 2007, elle ne prend pas part à la compétition en 2008. Après une longue absence de la compétition, elle fait son retour en 2021 en Égypte et le Maroc y remporte pour la première fois la compétition grâce à une victoire de 4-0 face au pays hôte. Un an plus tard, la compétition est organisée en Arabie saoudite et le Maroc remporte pour la deuxième fois consécutive le titre du champion arabe 2022 grâce à une victoire de 3-0 en finale face à l'Irak.
| Date                       | Tour      | Adversaire | Score |
| -------------------------- | --------- | ---------- | ----- |
| 6 décembre 1998            | Journée 1 | Libye      | 6-3   |
| 7 décembre 1998            | Journée 2 | Algérie    | 8-2   |
| 8 décembre 1998            | Journée 3 | Jordanie   | 8-5   |
| 10 décembre 1998           | Journée 4 | Palestine  | 4-4   |
| 12 décembre 1998           | Journée 5 | Egypte     | 8-4   |
| - Victoire - Nul - Défaite |           |            |       |

| Date                       | Tour      | Adversaire | Score |
| -------------------------- | --------- | ---------- | ----- |
| 19 juillet 2005            | Journée 1 | Libye      | 7-4   |
| 20 juillet 2005            | Journée 2 | Algérie    | 6-1   |
| 21 juillet 2005            | Journée 3 | Irak       | 8-1   |
| 23 juillet 2005            | Journée 4 | Liban      | 8-4   |
| 24 juillet 2005            | Journée 5 | Egypte     | 5-1   |
| - Victoire - Nul - Défaite |           |            |       |

| Date                       | Tour        | Adversaire | Score |
| -------------------------- | ----------- | ---------- | ----- |
| 10 janvier 2007            | Journée 1   | Libye      | 7-4   |
| 12 janvier 2007            | Journée 2   | Algérie    | 3-6   |
| 13 janvier 2007            | Journée 3   | Tunisie    | 0-1   |
| 16 janvier 2007            | Demi-finale | Egypte     | 4-1   |
| 17 janvier 2007            | Finale      | Liban      | 3-8   |
| - Victoire - Nul - Défaite |             |            |       |

| Date                       | Tour        | Adversaire          | Score |
| -------------------------- | ----------- | ------------------- | ----- |
| 21 mai 2021                | Journée 1   | Emirats arabes unis | 5-1   |
| 23 mai 2021                | Journée 2   | Comores             | 3-1   |
| 25 mai 2021                | Journée 3   | Arabie saoudite     | 8-0   |
| 27 mai 2021                | Demi-finale | Bahreïn             | 6-0   |
| 29 mai 2021                | Finale      | Egypte              | 4-0   |
| - Victoire - Nul - Défaite |             |                     |       |

| Date                       | Tour            | Adversaire | Score |
| -------------------------- | --------------- | ---------- | ----- |
| 20 juin 2022               | Journée 1       | Koweït     | 6-4   |
| 21 juin 2022               | Journée 2       | Somalie    | 16-0  |
| 22 juin 2022               | Journée 3       | Mauritanie | 13-0  |
| 24 juin 2022               | Quart de finale | Libye      | 3-0   |
| 26 juin 2022               | Demi-finale     | Egypte     | 5-2   |
| 28 juin 2022               | Finale          | Irak       | 3-0   |
| - Victoire - Nul - Défaite |                 |            |       |

| Date                       | Tour            | Adversaire      | Score |
| -------------------------- | --------------- | --------------- | ----- |
| 7 juin 2023                | Journée 1       | Comores         | 5-0   |
| 9 juin 2023                | Journée 2       | Liban           | 6-0   |
| 11 juin 2023               | Journée 3       | Koweït          | 4-2   |
| 13 juin 2023               | Quart de finale | Arabie saoudite | 5-2   |
| 14 juin 2023               | Demi-finale     | Libye           | 5-1   |
| 16 juin 2023               | Finale          | Koweït          | 7-1   |
| - Victoire - Nul - Défaite |                 |                 |       |

## Palmarès
Le Maroc était de 1995 jusqu'en 2000, représenté par l'équipe de l'Ajax Kénitra. Elle devient indépendante dans les années 2000 sous l'égide de la Fédération royale marocaine de football.
Les tableaux suivants listent le palmarès de l’équipe du Maroc actualisé au 29 septembre 2024 dans les différentes compétitions internationales officielles.
| Compétitions internationales                                                                                                | Compétitions continentales | Compétitions régionales |
| - Coupe du monde de futsal FIFA - Quart-de-finaliste en 2021 et en 2024. - Coupe des Confédérations (1) - Vainqueur : 2022. | - Coupe d'Afrique des nations (3) - Vainqueur : 2016, 2020 et 2024. - Finaliste : 2000. - Troisième : 2004 et 2008. - Championnat d'Europe de la FEF - Finaliste : 1995. | - Coupe arabe des nations (3) - Champion : 2021, 2022 et 2023. - Finaliste : 1998 et 2005. - Tournoi UNAF (en) - Finaliste : 2005 et 2010. - Coupe méditerranéenne - 5e en 2010. |

| Tournois amicaux |
| - Tournoi international de Bonn (8) : - Vainqueur : 1990, 1991, 1992, 1993, 1994, 1995, 1996 et 1998. - Tournoi international de Meknès (1) : - Finaliste : 1993. - Tournoi international de Montréal (1) : - Vainqueur : 1994. - Tournoi intercontinental du Brésil (1) : - Vainqueur : 1995. - Tournoi international de Prague (1) : - Vainqueur : 1997. - Tournoi international de Valence (1) : - Vainqueur : 1997. - Tournoi international de Madrid (1) : - Vainqueur : 1997. - Tournoi international de Rome (2) : - Vainqueur : 1997 et 1998. - Tournoi international de Bruxelles (1) : - Vainqueur : 1998. - Tournoi international de l'Association Bouregreg (1) : - Vainqueur : 1998. - Tournoi international d'Abu Dhabi (1) : - Vainqueur : 1999. - Tournoi international de Changshu (1) - Finaliste : 2018. - Vainqueur : 2019. - Tournoi international de Poreč (1) - Vainqueur : 2020. - Tournoi international de Rabat (2) - Vainqueur : 2023 et 2025 - Tournoi international de Croatie (1) - Vainqueur : 2023. - Tournoi international de Vietnam (1) - Vainqueur : 2024. |

### Classement mondial et africain
En septembre 2022, après le sacre de la Coupe des confédérations de futsal, le Maroc fait sa première entrée historique dans le top 10 du Classement mondial de futsal.
À partir du 6 mai 2024, la FIFA publie officiellement son premier classement international de futsal, classant le Maroc à la 6e place,.
| Année               | 2009 | 2010 | 2011 | 2012 | 2013 | 2014 | 2015 | 2016 | 2017 | 2018 | 2019 | 2020 | 2021 | 2022 | 2023 | 2024 |
| ------------------- | ---- | ---- | ---- | ---- | ---- | ---- | ---- | ---- | ---- | ---- | ---- | ---- | ---- | ---- | ---- | ---- |
| Classement mondial  |      |      | 35   | 38   | 44   | 42   | 38   | 23   |      |      |      | 23   | 14   | 8    | 8    | 7    |
| Classement africain |      |      |      |      |      |      |      |      |      |      |      | 1    | 1    | 1    | 1    | 1    |

| Légende du classement mondial : | de 1 à 25 | de 26 à 50 | de 51 à 209 |

| Légende du classement africain : | de 1 à 15 | de 16 à 30 | de 31 à 55 |

## Personnalités

### Sélectionneurs
| Année     | Nom                    |
| --------- | ---------------------- |
| 1998      | Hassan Rhouila         |
| 2000-2005 | Mohamed Benabdelouahab |
| 2004      | Hassan Rhouila         |
| 2005-2007 | Sans sélectionneur     |
| 2007-2008 | Mohamed Benabdelouahab |
| 2008      | Hassan Rhouila         |
| 2008-2010 | Sans sélectionneur     |
| 2010-0000 | Hicham Dguig           |

La première représentation de l'équipe du Maroc a lieu dans les années 1990 dans des tournois de la Fédération internationale de futsal (FIFUSA), avec la participation de l'Ajax Kenitra, entraîné par Mohamed Hamzaoui. La première participation Fédération internationale de football association (FIFA) du Maroc a lieu lors de la Coupe arabe des nations en 1998 en Égypte, également avec la participation de l'Ajax Kenitra, avec à sa tête, Hassan Rhouila qui passe de joueur à entraîneur.
| Année     | Nom              |
| --------- | ---------------- |
| 1985-1994 | Mohamed Hamzaoui |
| 1995      | Abdallah Sellami |
| 1995-2002 | Hassan Rhouila   |

La Fédération royale marocaine de football (FRMF) désigne, pour la première fois de manière officielle, Mohamed Benabdelouahab comme sélectionneur de l’équipe nationale de futsal du Maroc au début de l’année 2000. Sous sa direction, le Maroc participe à ses premières compétitions et tournois officiels, marquant ainsi les débuts de l’organisation du futsal à l’échelle nationale. Toutefois, en 2005, Mohamed Benabdelouahab démissionne en raison d’un manque de moyens.
En 2007, Mohamed Benabdelouahab fait son retour pour participer à la Coupe arabe des nations. Cependant, ce retour ne dure qu'un an. À partir de 2008, Hassan Rhouila reprend la direction de l’équipe nationale, avant la désignation, en 2010, de Hicham Dguig à ce poste, sur les recommandations du directeur technique Nasser Larguet, sous la présidence de Ali Fassi-Fihri.
En avril 2014, l’élection de Fouzi Lekjaa à la présidence de la FRMF permet d'offrir de nouveaux moyens financiers et d'investissement dans le futsal au Maroc. Ce soutien financier et logistique offre à Hicham Dguig les meilleures conditions possibles pour poursuivre son travail et développer la discipline au Maroc.

## Effectif actuel
Les joueurs suivants sont sélectionnés par Hicham Dguig pour prendre part au Tournoi international de Rabat.

### Appelés récemment
Les joueurs suivants ne font pas partie du dernier groupe appelé mais ont été retenus en équipe nationale lors des 12 derniers mois.
Les joueurs qui comportent le signe , sont blessés au moment de la dernière convocation.
Les joueurs qui comportent le signe , sont suspendus au moment de la dernière convocation.
| Pos. | Nom                | Date de Naissance | Sél. | Buts | Club                   | Dernier appel                 |
| ---- | ------------------ | ----------------- | ---- | ---- | ---------------------- | ----------------------------- |
| M    | Anas Bakkali       | 5 septembre 1998  | 14   | 1    | Étoile lavalloise MFC  | vs Lettonie, 15 décembre 2024 |
| M    | Marouane Ettamari  | 11 septembre 2003 | 2    | 1    | ANIS Ben M'Sik         | vs Lettonie, 15 décembre 2024 |
| M    | Badr El Guenbouai  | 30 mars 2000      | 1    | 0    | Orléans Futsal         | vs Lettonie, 15 décembre 2024 |
| M    | Ihab Charrady      | 21 novembre 2001  | 2    | 1    | AS Avion Futsal        | vs Lettonie, 15 décembre 2024 |
| M    | Issam Ahssen       | 1er février 1999  | 2    | 0    | UJS Toulouse           | vs Lettonie, 15 décembre 2024 |
| M    | Mouad Sena         | 22 janvier 1999   | 3    | 0    | RS Berkane             | vs Lettonie, 15 décembre 2024 |
| M    | Hamza Selami       | 9 avril 1996      | 2    | 0    | Hérouville Futsal      | vs Lettonie, 15 décembre 2024 |
| M    | Mohamed Boullouh   | 11 avril 2005     | 6    | 1    | ASD Sandro Abate (it)  | vs Lettonie, 15 décembre 2024 |
| M    | Anás El Ayyane     | 30 octobre 1992   | 105  | 46   | Catania Calcio         | vs Lettonie, 15 décembre 2024 |
| G    | Abdellatif Lahrach | 8 janvier 2001    | 0    | 0    | RCA Zemamra            | vs Lettonie, 13 décembre 2024 |
| M    | Azeddine El Hamdi  |                   | 0    | 0    | ASF Agadir             | vs Lettonie, 13 décembre 2024 |
| M    | Raid Sbaa          | 22 mars 2001      | 3    | 0    | Tafa FS                | vs France, 5 novembre 2024    |
| M    | Abdellah Mottaki   | 11 avril 2001     | 1    | 0    | CS Martorell           | vs France, 5 novembre 2024    |
| M    | Yassin Salhi       | 1er janvier 2004  | 1    | 0    | Torpedo NN             | vs France, 5 novembre 2024    |
| M    | Mohamed Kamal      | 4 janvier 2003    | 18   | 2    | RS Berkane             | vs France, 5 novembre 2024    |
| G    | Abdelkrim Anbia    | 8 avril 1989      | 108  | 1    | ASF Agadir             | vs France, 5 novembre 2024    |
| M    | Otmane Boumezou    | 8 juillet 1992    | 99   | 34   | GOAL FC                | vs France, 5 novembre 2024    |
| G    | Youssef Ben Sellam | 16 août 2000      | 7    | 0    | FC Eindhoven           | vs France, 5 novembre 2024    |
| M    | Khalid Bouzid      | 20 avril 1998     | 100  | 14   | Manzanares FS          | vs Iran, 26 septembre 2024    |
| M    | Hamza Maimón       | 11 juillet 1991   | 60   | 3    | Ribera Navarra FS (en) | vs Espagne, 14 août 2024      |
| M    | Yassin El Maftahi  |                   | 4    | 0    | CA Tanger              | vs Pologne, 1er août 2024     |

## Infrastructures

### Salles
L'équipe du Maroc s'entraîne et joue ses matchs à la Salle Moulay Abdallah (capacité de 10 000 places) de Rabat.

### Maâmora
Lors des phases de préparation l'équipe du Maroc s’entraîne à Maâmora, c'est-à-dire au Centre national du football situé à Salé. Ce centre de formation national est inauguré en 2018 par Fouzi Lekjaa alors président de la Fédération royale marocaine de football en collaboration avec le roi Mohammed VI. Concentré d’expertise, le Complexe édifié sur un terrain de 29,3 hectares, est destiné à accueillir les équipes nationales en stage de préparation, ainsi que les équipes nationales étrangères qui désirent effectuer leurs stages de concentration au Maroc. L’ouverture de cet édifice sportif aux équipes étrangères permettra également au Maroc de s’ériger en levier de développement du tourisme et de promouvoir le rayonnement international du royaume.
Il comprend également un Centre de médecine du sport et de la performance, de nouvelle génération, qui répond aux normes de la FIFA en la matière et dispose de salles de physiothérapie, de test d’effort, de médecine dentaire, d’ophtalmologie, de traumatologie, de psychologie, de podologie, de médecine nutritionnelle, de radiologie, d’échographie, d’électrothérapie, d’ostéodensitométrie, et d’une unité médicale mobile d’urgence.
La sélection marocaine de futsal s'y entraîne régulièrement et y est également reçu en honneur lors des retours de compétitions.

## Autres équipes

### Moins de 23 ans
La saison 2019-2020 voit la création d'une équipe du Maroc des moins de 23 ans entraînée par le sélectionneur Mohamed Maouni. Cette sélection participe à des matchs amicaux face aux clubs locaux, mais aussi face à d'autres nations et est vouée à servir de vivier à l'Équipe du Maroc A. Son premier match amical en date FIFA a lieu en février 2021 face à l'équipe première du Panama (victoire, 8-4).
Durant le mois d'août 2022, la sélection change d'entraîneur. Adil Sayeh succède ainsi à Mohamed Maouni.
Le Maroc affronte la France lors d'une double confrontation amicale les 28 février et 1er mars 2023 au Complexe Mohammed VI. Les Marocains remportent les deux rencontres. La première avec un score de 6-1(buteurs marocains : Bentouri x2, Ben Sellam, Boukdir, Kamal, CSC) tandis que la deuxième se termine sur un résultat de 7 buts à 4 (buteurs marocains : Mottaki x2, El Kajjoui x2, Boukdir, Rabou et Assadik),.
Toujours en 2023, la sélection et dispute le 31 octobre 2023 un premier match amical contre la Belgique -23 ans, parvenant à remporter le match sur le score de 3-1 dans la salle de Sadek Chaoui à Ksar El Kébir (buts inscrits par Boutraba, Rabou et Boukdir). Le Maroc remporte également la deuxième manche, avec un score de 3-2 (buts de Boutraba, Rabou et Charrady).
Durant le mois de décembre, la sélection se déplace à Alingsås pour disputer deux matchs face à l'équipe première de Suède. Le Maroc remporte les deux rencontres. La première sur le score de 6 à 2 (triplé de Mustapha Rabou, doublé de Mohamed Boullouh et un but d'Ihab Charrady) et la deuxième manche avec un score de 7-4 (doublé de Mustapha Rabou, doublé de Mohamed Boullouh, doublé de Mouad Sena et un but d'Ihab Charrady),.
Le Maroc reçoit l'Italie pour deux matchs amicaux les 31 janvier 2024 et 2 février 2024 à Kénitra. Les Marocains remportent les deux rencontres. La première, sur le score de 5-3 (buts marocains : Mottaki x2, Abdelkbir Boukdir, Raid Sbaa, Ihab Charrady). Et la deuxième avec un résultat de 4 buts à 1 (buts marocains : Abdelkbir Boukdir, Ihab Charrady, Yassin Rahimi, Mohamed Boullouh Zirari).
Fin mars, la sélection est invitée à disputer un tournoi international au Vietnam qui voit la participation des sélections A du Vietnam, de l'Iran et de la Nouvelle-Zélande. Le Maroc commence le tournoi par une victoire face à l'Iran sur le score de 5-4 après avoir été mené 2 buts à 0. Lors du deuxième match, les Marocains font match nul (3-3) face au pays organisateur après avoir été menés trois fois durant la rencontre. Le Maroc s'impose lors du dernier match face à la Nouvelle-Zélande sur le score de 6 à 2 et remporte le tournoi.
| 2 février 2021 | Maroc -23 ans                                              | 8-4 | Panama |                            |                            |
|                | Lahlioui · Messaoudi · El Idrissi · Dahani · Sena · Bouzid |     |        | Complexe Mohammed VI, Salé | Complexe Mohammed VI, Salé |

| 28 février 2023 | Maroc -23 ans                                           | 6-1 | France -23 ans |                            |                            |
|                 | Bentouri · Ben Sellam · Boukdir · Kamal · Pasquier(CSC) |     | Inza Kone      | Complexe Mohammed VI, Salé | Complexe Mohammed VI, Salé |
|                 | Rapport                                                 |     |                | Complexe Mohammed VI, Salé | Complexe Mohammed VI, Salé |

| 1er mars 2023 | Maroc -23 ans                                         | 7-4 | France -23 ans                                  |                            |                            |
|               | Motakki Sbae · El Kajjoui · Boukdir · Rabou · Assadik |     | Namra Traoré · Haoues Betgha · Ayman Hram (CSC) | Complexe Mohammed VI, Salé | Complexe Mohammed VI, Salé |
|               | Rapport                                               |     |                                                 | Complexe Mohammed VI, Salé | Complexe Mohammed VI, Salé |

| 28 mai 2023 | Maroc -23 ans                                  | 5-0 | Mauritanie |                            |                            |
|             | Reda Boulham · Bentouri · Sebrari · El Khadiri |     |            | Complexe Mohammed VI, Salé | Complexe Mohammed VI, Salé |

| 30 mai 2023 | Maroc -23 ans                     | 4-3 | Mauritanie                                            |                            |                            |
|             | Lamlih · Nefari · Sena · Boutraba |     | Abderahmane Bouhamadi · Syla Yacouba · Sow Dioncounda | Complexe Mohammed VI, Salé | Complexe Mohammed VI, Salé |

| 31 octobre 2023 | Maroc -23 ans              | 3-1 | Belgique -23 ans |                                      |                                      |
|                 | Boutraba · Rabou · Boukdir |     | Lahrach (CSC)    | Salle de Sadek Chaoui, Ksar el Kébir | Salle de Sadek Chaoui, Ksar el Kébir |
|                 | Rapport                    |     |                  | Salle de Sadek Chaoui, Ksar el Kébir | Salle de Sadek Chaoui, Ksar el Kébir |

| 2 novembre 2023 | Maroc -23 ans               | 3-2 | Belgique -23 ans         |                                      |                                      |
|                 | Boutraba · Rabou · Charrady |     | Achbari · Van Malderghem | Salle de Sadek Chaoui, Ksar el Kébir | Salle de Sadek Chaoui, Ksar el Kébir |
|                 | Rapport                     |     |                          | Salle de Sadek Chaoui, Ksar el Kébir | Salle de Sadek Chaoui, Ksar el Kébir |

| 15 décembre 2023 | Suède       | 2-6 | Maroc -23 ans               |          |          |
|                  | Donat Gashi |     | Rabou · Boullouh · Charrady | Alingsås | Alingsås |
|                  | Rapport     |     |                             | Alingsås | Alingsås |

| 16 décembre 2023 | Suède                 | 4-7 | Maroc -23 ans                      |          |          |
|                  | Söderqvist · Furublad |     | Rabou · Boullouh · Sena · Charrady | Alingsås | Alingsås |
|                  | Rapport               |     |                                    | Alingsås | Alingsås |

| 31 janvier 2024 | Maroc -23 ans                           | 5-3 | Italie -23 ans                   |         |         |
|                 | Mottaki · Boukdir · Boutraba · Charrady |     | Nicolo Pierri · Gianlisa Ferriti | Kénitra | Kénitra |
|                 | Rapport                                 |     |                                  | Kénitra | Kénitra |

| 2 février 2024 | Maroc -23 ans                          | 4-1 | Italie -23 ans |                            |                            |
|                | Boukdir · Charrady · Rahimi · Boullouh |     | Enrico Donin   | Complexe Mohammed VI, Salé | Complexe Mohammed VI, Salé |
|                | Rapport                                |     |                | Complexe Mohammed VI, Salé | Complexe Mohammed VI, Salé |

| 20 mars 2024 | Maroc -23 ans              | 7-1 | Irak               |                          |                          |
|              | Mottaki · Boutraba · Rabou |     | Hamid Alaa Hussein | Salle Ibn Yassine, Rabat | Salle Ibn Yassine, Rabat |

| 28 mars 2024     | Maroc -23 ans                               | 5-4   | Iran           |                                    |                                    |
| 8 h 00 UTC+01:00 | Sena · Mottaki · Charrady · Boullouh · Sbaa | (2-2) | Karimi · ? · ? | Lanh Binh Thang, Hô Chi Minh-Ville | Lanh Binh Thang, Hô Chi Minh-Ville |

| 28 mars 2024      | Maroc -23 ans         | 3-3   | Vietnam |                                    |                                    |
| 10 h 00 UTC+01:00 | Mottaki · Sbaa · Sena | (2-2) |         | Lanh Binh Thang, Hô Chi Minh-Ville | Lanh Binh Thang, Hô Chi Minh-Ville |

| 31 mars 2024      | Maroc -23 ans                                   | 6-2 | Nouvelle-Zélande |                                    |                                    |
| 14 h 00 UTC+01:00 | Sena · El Guenbouai · Sbaa · Boullouh · Mottaki |     |                  | Lanh Binh Thang, Hô Chi Minh-Ville | Lanh Binh Thang, Hô Chi Minh-Ville |

#### Noyau actuel des - 23 ans
Les joueurs suivants ont été sélectionnés pour une double confrontation contre l'Italie -23 ans, les 31 janvier et 2 février 2024 :
| Nr. | Po. | Nom                | Club                    | Championnat        |
| 1   | G   | Abdellatif Lahrach | Ajax Tétouan            | Futsal D1          |
| 12  | G   | Reda Boulham       | Sebou Kénitra           | Futsal D2          |
| 22  | G   | Youssef Ben Sellam | GS Vlissingen           | Eredivisie         |
| 4   | M   | Reda Bentouri      | Sebou Kénitra           | Futsal D2          |
| 5   | M   | Raid El Kajoui     | GS Hoboken (nl)         | Division 1 (nl)    |
| 6   | M   | Anas Sebrari       | Wydad Oujda             | Futsal D2          |
| 6   | M   | Soufiane Alagmad   | CL Ksar El Kébir        | Futsal D1          |
| 7   | M   | Abdelkebir Boukdir | ASF Agadir              | Futsal D1          |
| 8   | M   | Yassin Rahimi      | Marcouville City        | Division 2         |
| 9   | M   | Mustapha Rabou     | AS Avion                | Division 2         |
| 10  | M   | Abdellah Mottaki   | FS Martorell            | Segunda División   |
| 11  | M   | Mohamed Boullouh   | Italservice Pesaro      | Serie A            |
| 14  | M   | Ihab Charrady      | Ajax Tétouan            | Futsal D1          |
| 17  | M   | Raid Sbaa          | Tafa FS                 | Segunda División B |
| 18  | M   | Anas Bouita        | Plaisance Pibrac Futsal | Division 2         |
| 18  | M   | Ilyas Najeh        | Oussoud Khabazat        | Futsal D1          |
| 20  | M   | Marouane Ettamari  | Anis Casablanca         | Futsal D2          |
| 21  | M   | Ilyass Assadik     | Beni Bouayach Futsal    | Futsal D1          |
| 21  | M   | Reda Madih         | Chabab Wifak            | Futsal D1          |

### Moins de 19 ans
L'équipe nationale du Maroc connait également la catégorie des moins de 19 ans lancée par la fédération dans les années 2010. Elle est entraînée par Mohamed Maouni et son adjoint Youssef El Mazray.
Durant le mois de juin 2023, la sélection dispute un tournoi international à Poreč (Croatie) qui connaît la participation de huit équipes réparties en deux groupes de quatre. Le Maroc termine à la 2e place de ce tournoi après avoir fini premier de son groupe avec deux victoires et un nul (4-1 contre l'Ukraine, 5-5 contre le Portugal et 5-2 contre la Pologne). Les Marocains s'inclinent en finale face aux Espagnols (7-2).
Début avril, les Marocains affrontent la République tchèque dans une double confrontation amicale au Complexe Mohammed VI de football. Si le Maroc s'impose lors de la première manche (5-1), les deux équipes se neutralisent lors du deuxième match.
| 28 novembre 2023 | Azerbaïdjan -19 ans                                                         | 1-5 | Maroc -19 ans |       |       |
|                  | Reda Madih · Reda Ililou · Imran Azghin · Lahcen Aït Hammou · Rayan Benamar |     |               | Bakou | Bakou |

| 30 novembre 2023 | Maroc -19 ans                              | 2-1 | Biélorusse -19 ans |       |       |
|                  | Hamza Azzakhnini · Lokmane Moujada Jaoujal |     |                    | Bakou | Bakou |

| 3 avril 2024 | Maroc -19 ans                                                                             | 5-1   | Tchéquie -19 ans |                            |                            |
| 22 h 30 UTC  | Lahcen Aït Hammou · Rayan Benamar · Houdaifa Jamaane · Hamza Azzakhnini · Rayan Iouzzinen | (2-0) |                  | Complexe Mohammed VI, Salé | Complexe Mohammed VI, Salé |
| 22 h 30 UTC  | Rapport                                                                                   |       |                  | Complexe Mohammed VI, Salé | Complexe Mohammed VI, Salé |

| 4 avril 2024 | Maroc -19 ans     | 1-1   | Tchéquie -19 ans |                            |                            |
| 22 h 30 UTC  | pen Rayan Benamar | (0-1) |                  | Complexe Mohammed VI, Salé | Complexe Mohammed VI, Salé |
| 22 h 30 UTC  | Rapport           |       |                  | Complexe Mohammed VI, Salé | Complexe Mohammed VI, Salé |

#### Noyau actuel des - 19 ans
Les joueurs suivants ont été sélectionnés pour disputer le Tournoi de Poreč en juin 2023.
| Nr. | Po. | Nom                 | Club             | Championnat      |
| 1   | G   | Mohamed-Amin Samari | Ajax Marrakech   | Futsal D2        |
| 22  | G   | Reda Boulham        | Riad Kénitra     | Futsal D2        |
| 4   | M   | Youssef Laghrarba   | VH Kénitra       | Futsal D1        |
| 6   | M   | Reda Ililou         | FS5 Dcheira      | Futsal D2        |
| 7   | M   | Ismail Aourfi       | Union Touarga    | Futsal D2        |
| 8   | M   | Imad Samaoui        | CFS Settat       | Futsal D1        |
| 9   | M   | Brahim Belmeftah    | CL Ksar El Kébir | Futsal D1        |
| 10  | M   | Anas Sebrari        | Wydad Oujda      | Futsal D2        |
| 11  | M   | Mohamed Boullouh    | AE Bellsport     | Segunda División |
| 17  | M   | Reda Madih          | Difaâ Qods       | Futsal D2        |
| 19  | M   | Ilyass Shaib        | Sebou Kénitra    | Futsal D2        |
| 20  | M   | Hamza Azzakhnini    | UJS Toulouse     | Division 1       |